# Cantó de Chalonnes-sur-Loire
El cantó de Chalonnes-sur-Loire és un cantó francès del departament de Maine i Loira, situat al districte d'Angers. Té 5 municipis i el cap es Chalonnes-sur-Loire.

## Municipis
- Chalonnes-sur-Loire
- Chaudefonds-sur-Layon
- Denée
- Rochefort-sur-Loire
- Saint-Aubin-de-Luigné

## Història
| Data d'elecció                           | Identitat         | Partit           | Qualitat |
| ---------------------------------------- | ----------------- | ---------------- | -------- |
| 1945-1961                                | Eugène Robin      | Divers droite    |          |
| 1961-1967                                | Jean Fouillet     | UNR, després UDR |          |
| 1967-1973                                | Raymond Boussarie | Divers droite    |          |
| 1973-1984                                | Jean Fouillet     | Divers droite    |          |
| 1984-1985                                | Alain Poirier     | Divers gauche    |          |
| 1985-2004                                | Michel Bordereau  | UDF-CDS          |          |
| 2004-                                    | Stella Dupont     | PS               |          |
| les dades anteriors no són pas conegudes |                   |                  |          |
|                                          |                   |                  |          |

## Demografia
| A partir de 1990: Població sense dobles comptes |